# جنبش ضدهسته‌ای

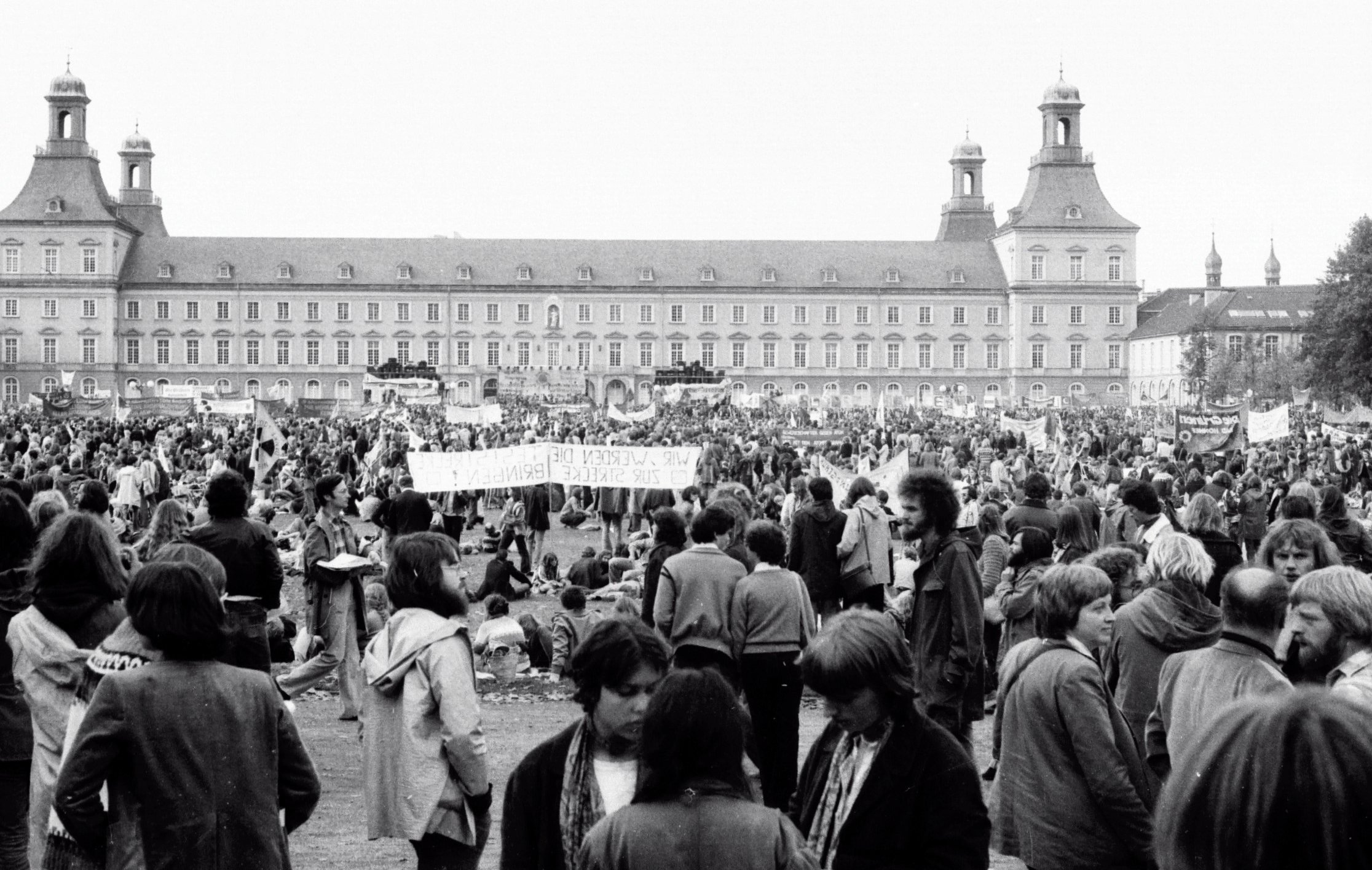
تجمع ۱۲۰۰۰۰ تن در مخالفت با فعالیت‌های هسته‌ای در پی حادثه تری مایل آیلند در بن آلمان ۱۴ اکتبر ۱۹۷۹.

جنبش ضدهسته‌ای به جنبش‌های اجتماعی مخالف فعالیت‌های هسته‌ای گفته می‌شود. این جنبش‌ها بیشتر بر موضوعات استفاده از جنگ‌افزارهای هسته‌ای و محیط زیست تمرکز دارند.
گروه‌های مهم ضدهسته‌ای که با فن‌آوری هسته‌ای مختلف مخالف هستند، عبارتند از: کمپین خلع سلاح هسته‌ای، دوستان زمین، صلح سبز، پزشکان بین‌المللی برای پیشگیری از جنگ هسته‌ای، اقدام صلح و خدمات اطلاعات و منابع هسته‌ای. هدف اولیه این جنبش خلع سلاح هسته‌ای بود، اما این هدف از اواخر دهه ۱۹۶۰به مخالفت با هرگونه استفاده از انرژی هسته‌ای گسترش یافت. بسیاری از گروه‌های ضد هسته‌ای مخالف انرژی هسته‌ای و سلاح‌های هسته‌ای هستند. شکل‌گیری اغلب احزاب اجتماعی و سیاسی سبز در دهه‌های ۱۹۷۰ و ۱۹۸۰ نتیجه مستقیم سیاست ضد هسته‌ای بود.